# Себески, Дон
Дональд Джон Себески (англ. Donald John Sebesky; 10 декабря 1937[…], Перт-Амбой, Нью-Джерси — 29 апреля 2023) — американский композитор, аранжировщик, дирижёр и мультиинструменталист (умел играть на тромбоне, клавишных, электрическом пианино, органе, аккордеоне и клавинете).

## Карьера
Себески обучался игре на тромбоне в Манхэттенской музыкальной школе; в начале своей карьеры он играл с Каем Виндингом, Клодом Торнхиллом, Томми Дорси, Уорреном Ковингтоном, Мейнардом Фергюсоном и Стэном Кентоном. В 1960 году он начал посвящать себя в первую очередь аранжировке и дирижированию; одна из его самых известных аранжировок была для альбома Уэса Монтгомери 1965 года Bumpin'. Среди других работ — The Shape of Things to Come Джорджа Бенсона, From the Hot Afternoon Пола Дезмонда и First Light Фредди Хаббарда. Его песня «Memphis Two-Step» была заглавным треком одноименного альбома Херби Мэнна 1971 года. Его релиз 1973 года, Giant Box, занял 16-е место в американском чарте джазовых альбомов Billboard.
Себески аранжировал композиции для сотен артистов, включая Барбру Стрейзанд, Тони Беннетта, Кристину Агилеру, Бритни Спирс, Майкла Бубле, Лайзу Миннелли, Сила и Принса. Также он сотрудничал с такими оркестрами, как Лондонский симфонический, Чикагский симфонический, Boston Pops, Нью-Йоркский филармонический, Лондонский королевский филармонический и Торонтским симфоническим. Поставил множество мюзиклов и написал музыку к ряду фильмов.
Себески был номинирован на двадцать премий «Грэмми» и выиграл три статуэтки в 1990-х: лучшая инструментальная аранжировка за «Waltz for Debby» (1998) и за «Chelsea Bridge» (1999) и лучшая инструментальная композиция за «Joyful Noise Suite» (1999). Дважды он получал премию «Драма Деск» за выдающиеся оркестровки, за «Парад» (1999) и «Целуй меня, Кэт» (2000). Себески получил премию «Тони» за лучшую оркестровку возрождённого мюзикла «Целуй меня, Кэт» (2000). За работу на телевидении получил три номинации «Эмми» номинации.
Себески умер в Мейплвуде, штат Нью-Джерси, 29 апреля 2023 года в возрасте 85 лет.